# Luka Stepančić
Luka Stepančić (født 20. november 1990 i Pula, Kroatien) er en kroatisk håndboldspiller, der til dagligt spiller for klubben SC Pick Szeged i Ungarn.
Han deltog under EM i håndbold 2020 i Sverige/Østrig/Norge.